# اوژر (کمون)
اوژر (به فرانسوی: Aujeurres) یک کمون در فرانسه است که در canton of Longeau-Percey واقع شده‌است. اوژر ۱۲٫۹۴ کیلومتر مربع مساحت دارد ۴۵۷ متر بالاتر از سطح دریا واقع شده‌است.